# Wiesbaden-Schierstein

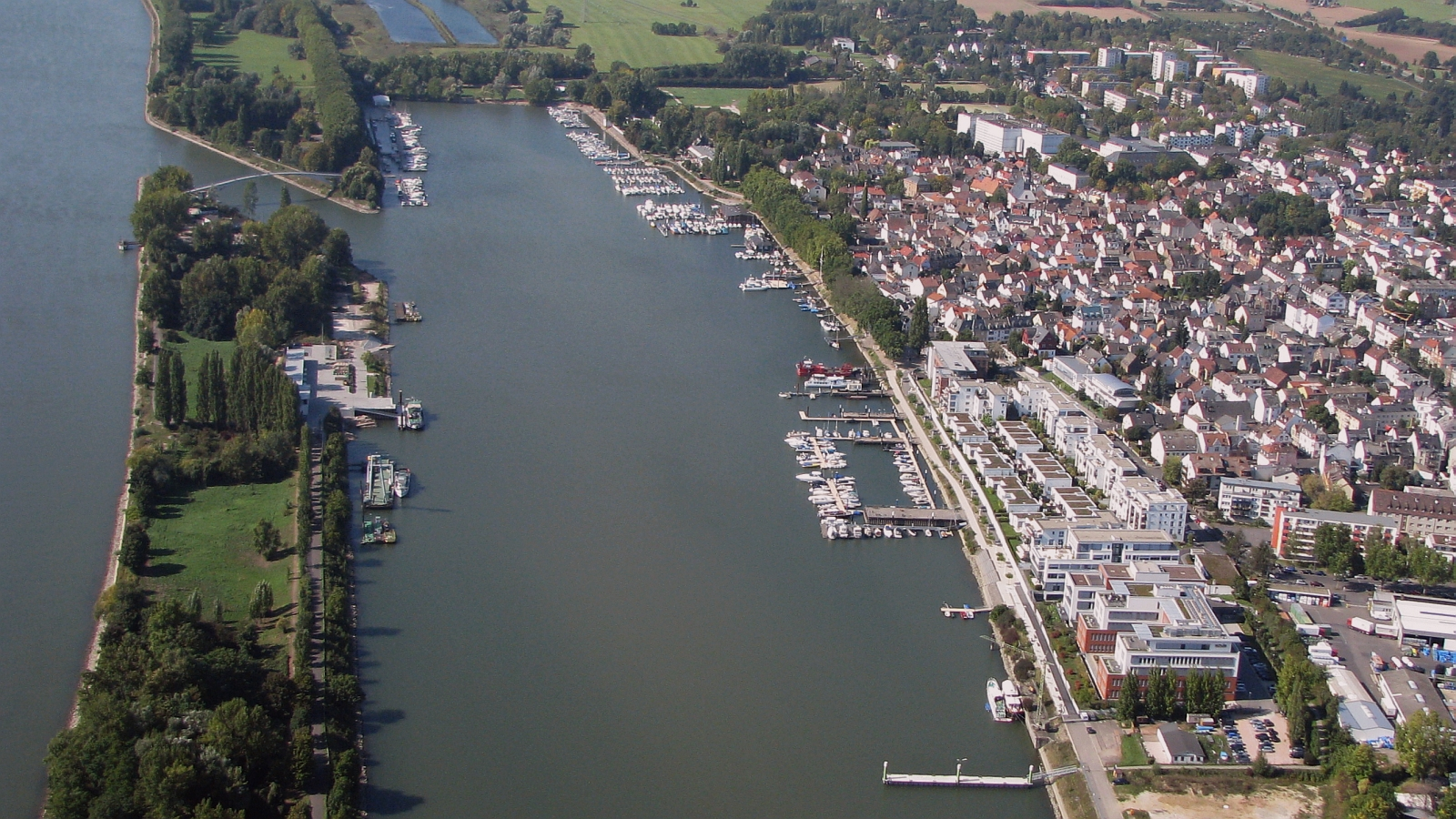
Wiesbaden-Schierstein mit dem Schiersteiner Hafen

Schierstein ist ein Ortsbezirk der hessischen Landeshauptstadt Wiesbaden.

## Geographische Lage
Schierstein liegt etwa fünf Kilometer südwestlich der Innenstadt Wiesbadens am Rhein, unterhalb von Rhein-Kilometer 505. Schierstein hat zwischen der Reichsapfelstraße und dem Ufer einen Ortskern mit engen Gassen und vielen kleinen Häusern bis hinunter zur Hafenstraße. Diese dient als Uferpromenade am Schiersteiner Hafen, dessen Becken von vielen Bootsstegen und entsprechendem Bootsverkehr belebt wird. Wegen ihres mediterranen Flairs wird die platanenbestandene und verkehrsberuhigte Hafenpromenade „Schiersteiner Riviera“ genannt. Der Lindenbach mündet hier in den Hafen. Die Dyckerhoff-Brücke überspannt die Hafeneinfahrt. Der Wiesbadener Zement-Hersteller Dyckerhoff stiftete diese Fußgängerbrücke im Jahr 1967 zu seinem hundertjährigen Bestehen. Mitten im Ortskern steht die Christophoruskirche im Baustil des Rokoko.

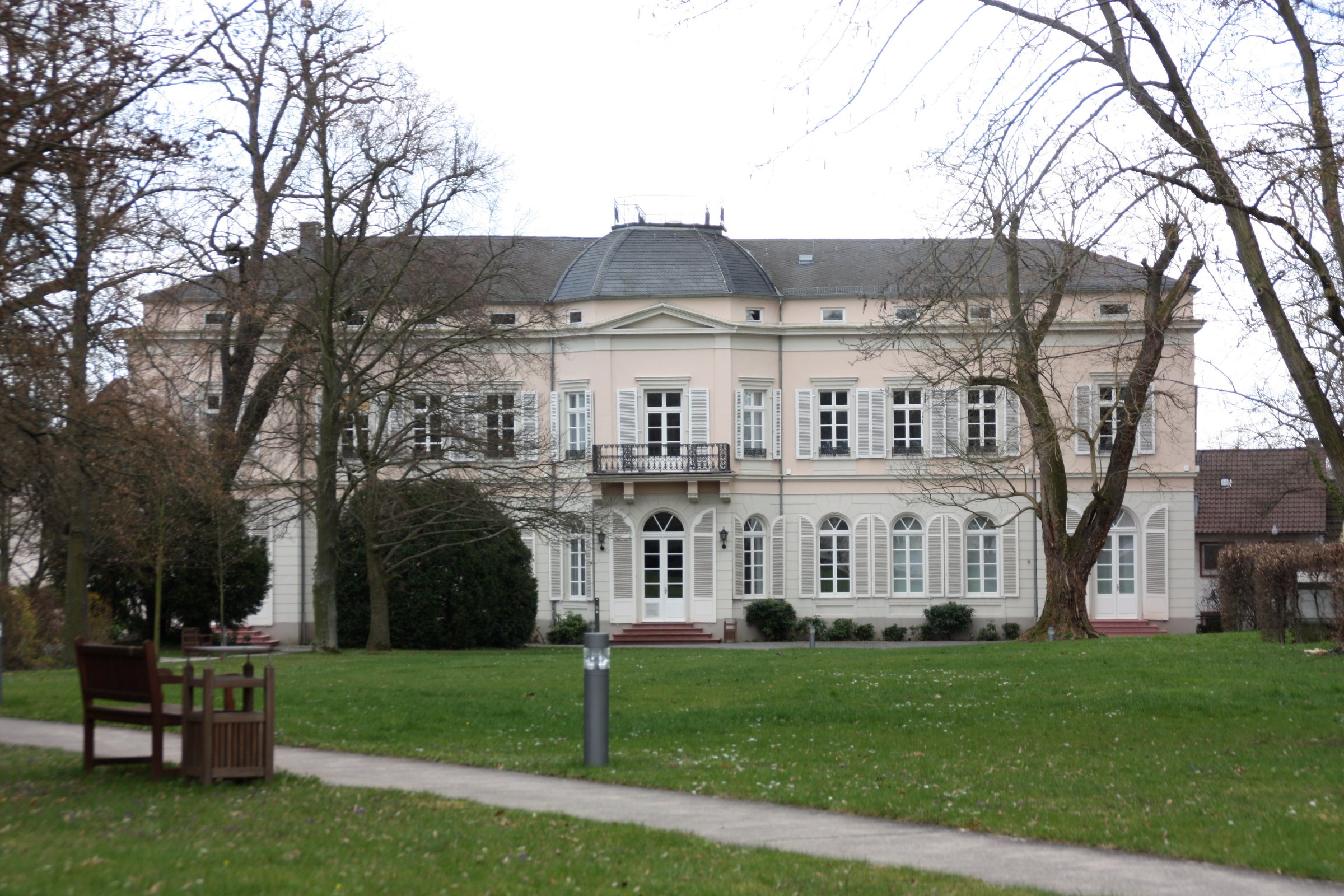
Der Kettenborn-Palais neben der ehemaligen Sektkelterei der Firma Söhnlein

Rings um den Ortskern haben sich Gewerbebetriebe angesiedelt. Im Westen lag die Söhnlein Rheingold Sektkellerei, deren Verwaltungsgebäude inzwischen als Rheingau-Palais für Büros der SGL Carbon genutzt wird. Nördlich der Bahnlinie haben sich vor allem die Glyco Metall-Werke ausgebreitet, nun ein Tochterunternehmen von Federal-Mogul und damit seit 1. Oktober 2018 im Besitz von Tenneco. Am Osthafen befindet sich das Bürogebäude der Schufa Holding AG. Viele kleine und mittlere Unternehmen haben sich im Osten zwischen der Bahnlinie und dem Rheinufer angesiedelt an der Alten Schmelze, der Schoßbergstraße, der Rheingaustraße und der Äppelallee. Dieses Gewerbegebiet setzt sich östlich der Autobahn im benachbarten Stadtteil Biebrich fort.
Im Norden von Schierstein liegt die Siedlung Freudenberg, die zum Stadtteil Dotzheim gehört. Nordwestlich liegt Frauenstein, dazwischen auf Schiersteiner Gemarkung die Grorother Mühle. Westlich grenzt Schierstein an den Weinort Walluf, dazwischen befinden sich das Naturschutzgebiet Niederwallufer Bucht und das ausgedehnte Wasserschutzgebiet des Wasserwerks Schierstein, dessen Gelände von Weißstörchen zur Brut genutzt wird. Südlich des Hafens befinden sich Bauernaue und Bismarksaue, die die Hafeneinfahrt mit der Dyckerhoff-Brücke bilden. Die Rettbergsaue als eine der Rheinauen befindet sich ebenfalls teilweise auf Schiersteiner Gebiet und dient als Naherholungsgebiet.

## Geschichte

### Urgeschichte

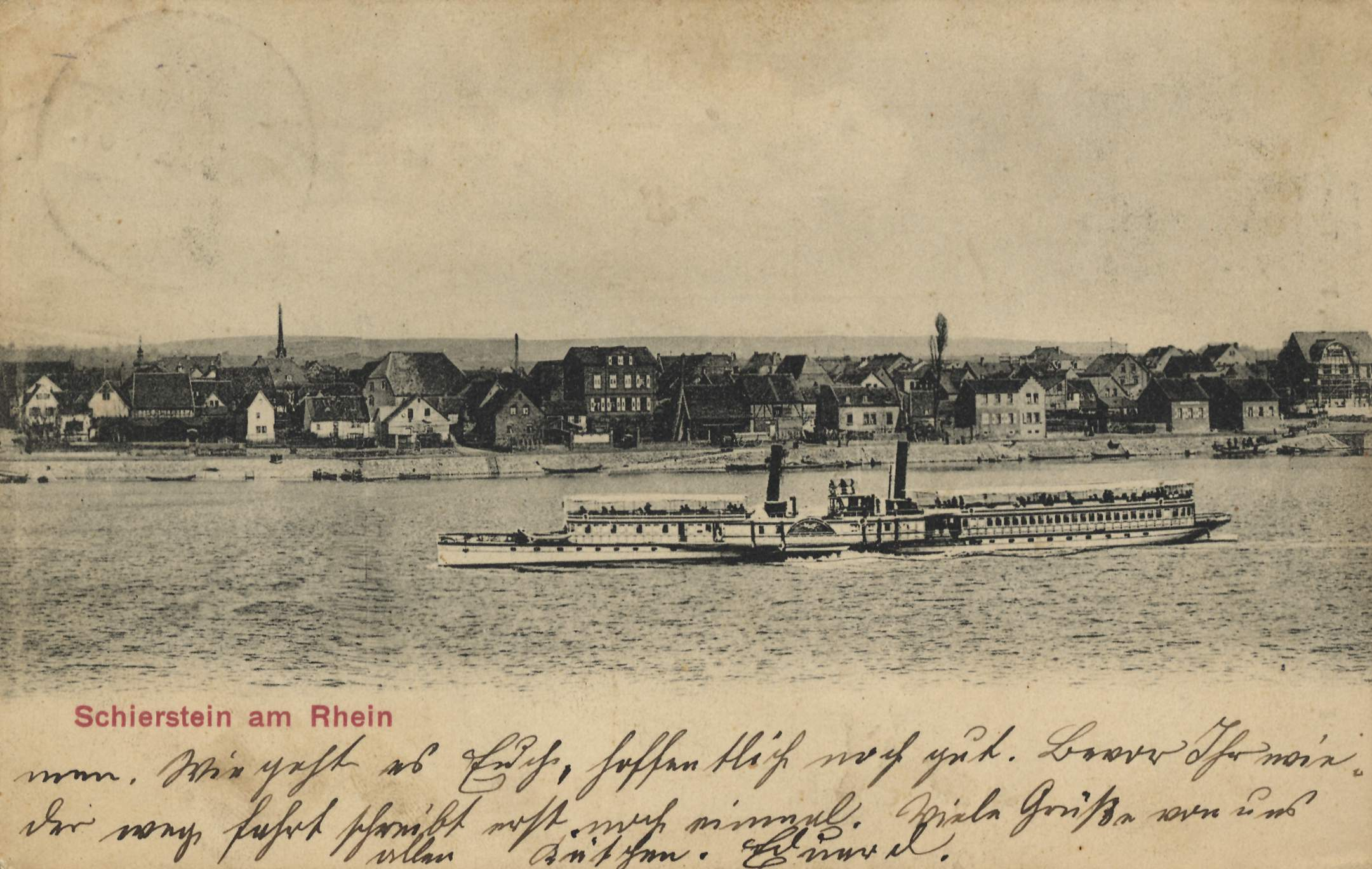
Ansichtskarte (um 1908)

Aus der Gemarkung von Schierstein sind Funde der neolithischen Bandkeramischen Kultur und der Rössener Kultur bekannt. Im Bereich des Ortskernes von Schierstein befand sich in der Zeit der Michelsberger Kultur im 5./4. Jahrtausend vor Chr. ein Erdwerk, von dem 1913 ein ca. 120 m langer Teilabschnitt im Bereich der Ziegelei Dr. Peters dokumentiert wurde. Siedlungsfunde gibt es auch aus späteren Perioden der Hallstattzeit und der Latènezeit. In römischer Zeit befanden sich in der Gemarkung mehrere Gutshöfe, Villae Rustica. Von einem dieser Höfe stammt eine Jupitergigantensäule, die heute in Kopie noch in der Wilhelm-Loos-Anlage an der Hafenpromenade zu besichtigen ist. Die Säule wurde am 28. Februar 221 n. Chr. von Viccius Seneca, einem Reiter der Legio XXII Primigenia, geweiht.

### Mittelalter
Ein Gräberfeld der Merowingerzeit (5.–7. Jhd.), das seit 1828 bekannt ist, fand sich nördlich des Bahnhofs. Funde des Gräberfeldes sind im Heimatmuseum Schierstein aber auch im Museum für Vor- und Frühgeschichte (Berlin) zu sehen.
Die älteste erhaltene Erwähnung von Schierstein stammt von 860. Der Name des Dorfes entwickelte sich von Skerdestein um 973 über Skerdisstein zu Scerstein im Jahr 1017 – was dem mundartlichen Scheerstaa ähnlich ist. Schierstein bedeutet Stein des Sherto – wobei Stein hier die Bedeutung von Burg hat.
Das Kloster Otterberg war im Ort begütert.
Da Schierstein zum Kronland der fränkischen Könige gehörte, trägt es einen Reichsapfel im Wappen.

### Neuzeit
Im Jahre 1926 erfolgte die Eingemeindung nach Wiesbaden. Schierstein zählt heute rund 11.000 Einwohner. Wegen der unmittelbaren Lage am Rhein nennt sich Schierstein genauso wie der Nachbarort Walluf „Pforte zum Rheingau“.

## Bevölkerung

### Bevölkerungsentwicklung
Hatte Schierstein 1834 noch über 1192 Einwohner, wuchs die Zahl im Laufe des 19. Jahrhunderts zeitgleich mit dem Aufstieg Wiesbadens zur Weltkurstadt beständig und erreichte im Jahr 1895 bereits 2976 Bewohner. In den nächsten 10 Jahren ergab sich eine erneute Steigerung um fast 50 % auf 4431 Einwohner 1905. 1925, kurz vor der Eingemeindung nach Wiesbaden, lebten 4896 Personen in Schierstein. Am 1. Januar 2023 lebten 10.882 Menschen im Ortsbezirk.

### Religion

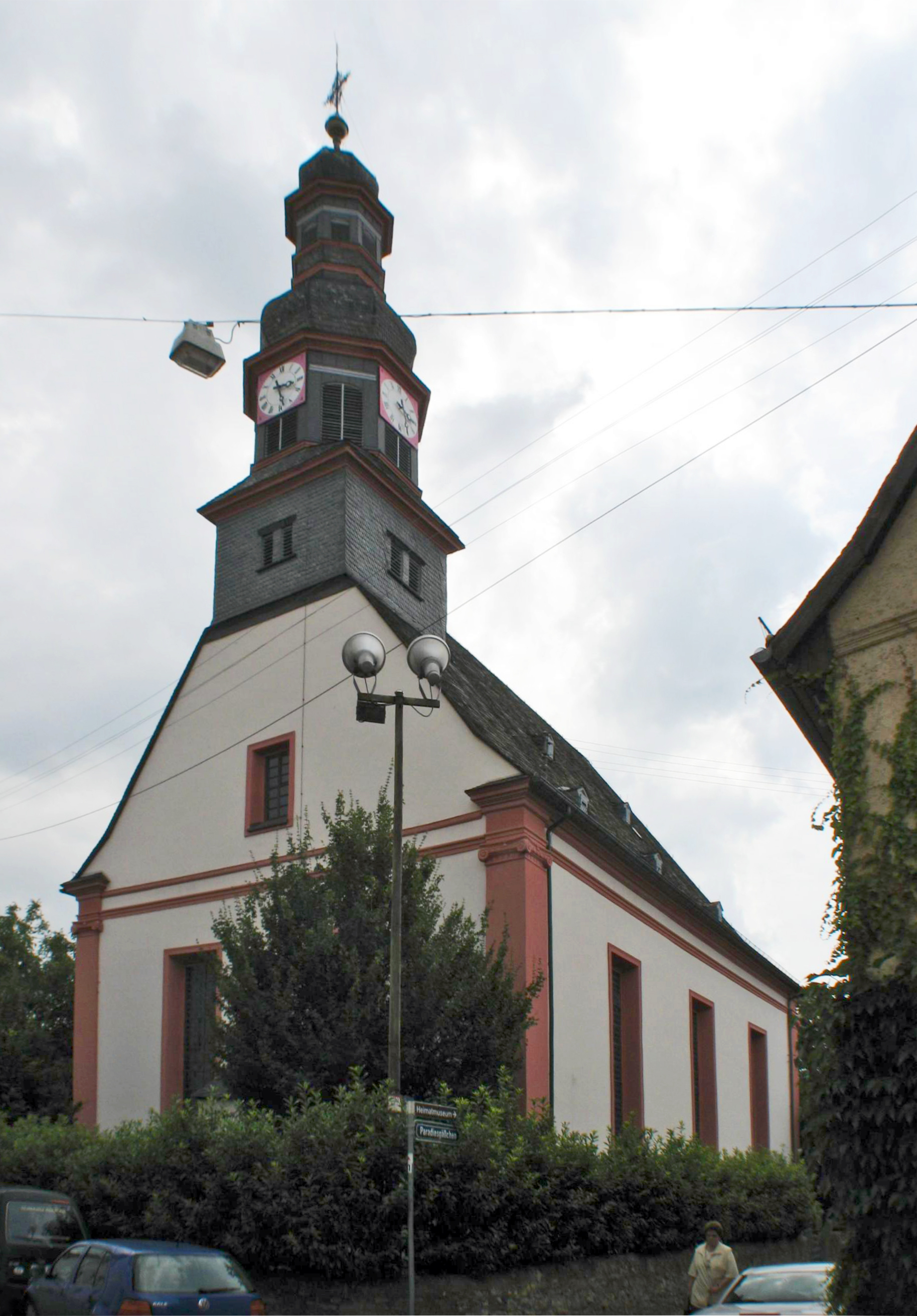
Der Rokokobau der Christophoruskirche im Ortskern

Um 860 ist in Schierstein die erste Kirche und Pfarrsprengel nachweisbar, die Kirche befand sich neben dem Zehnthof am damaligen westlichen Ortsrand. Nachdem sie 1732 teilweise einstürzte, wurde sie 1752 endgültig abgerissen und an anderer Stelle die Christophoruskirche errichtet, die 1754 eingeweiht wurde. Die zugehörige evangelische Christophorusgemeinde verfügt neben der Rokoko-Kirche über ein Gemeindehaus mit Kindergarten am Hafen. In Schierstein-Nord befindet sich mit dem Gemeindezentrum mit Kindertagesstätte der Auferstehungsgemeinde eine weitere evangelische Gemeinde. Die katholische Kirche St. Peter und Paul befindet sich nördlich des Ortskerns. Sie ist seit Anfang 2013 Sitz der neuen Pfarrei St. Peter und Paul mit neun Kirchorten. Außerdem befindet sich seit August 2015 am Rande des Ortskerns die Adventgemeinde Wiesbaden, die das Kirchengebäude der Neuapostolischen Kirchengemeinde erwarb und vollständig renovierte. Die Gottesdienste der Neuapostolischen Kirchengemeinde fanden bis Ende 2012 statt. Ab dem 18. Jahrhundert bestand eine jüdische Gemeinde in Schierstein, deren letzte Mitglieder 1942 deportiert wurden. An die jüdische Vergangenheit Schiersteins erinnert noch eine Gedenkstätte, an der eine Rosette der 1858 eingeweihten, 1938 bei den Novemberpogromen abgebrannten und in den 1960er Jahren abgebrochenen Schiersteiner Synagoge ausgestellt ist. Zwischen Schierstein und dem westlichen Nachbarort Walluf wurde 1890 ein jüdischer Friedhof angelegt, der bis 1922/23 belegt wurde. Der Anfang der 1920er Jahre angelegte neue jüdische Friedhof befindet sich auf dem Gelände des seit 1898 bestehenden städtischen Friedhofs am Westrand des Ortes. Über das Schicksal jüdischer Bürger in der Zeit des Nationalsozialismus berichten die Stolpersteine in Schierstein.
Am westlichen Ortsrand zwischen der Autobahn A66 und der rechtsrheinischen Bahnstrecke errichtete der marokkanische Kulturverein „Masjid Badr“ ein muslimisches Gemeindezentrum.

## Politik

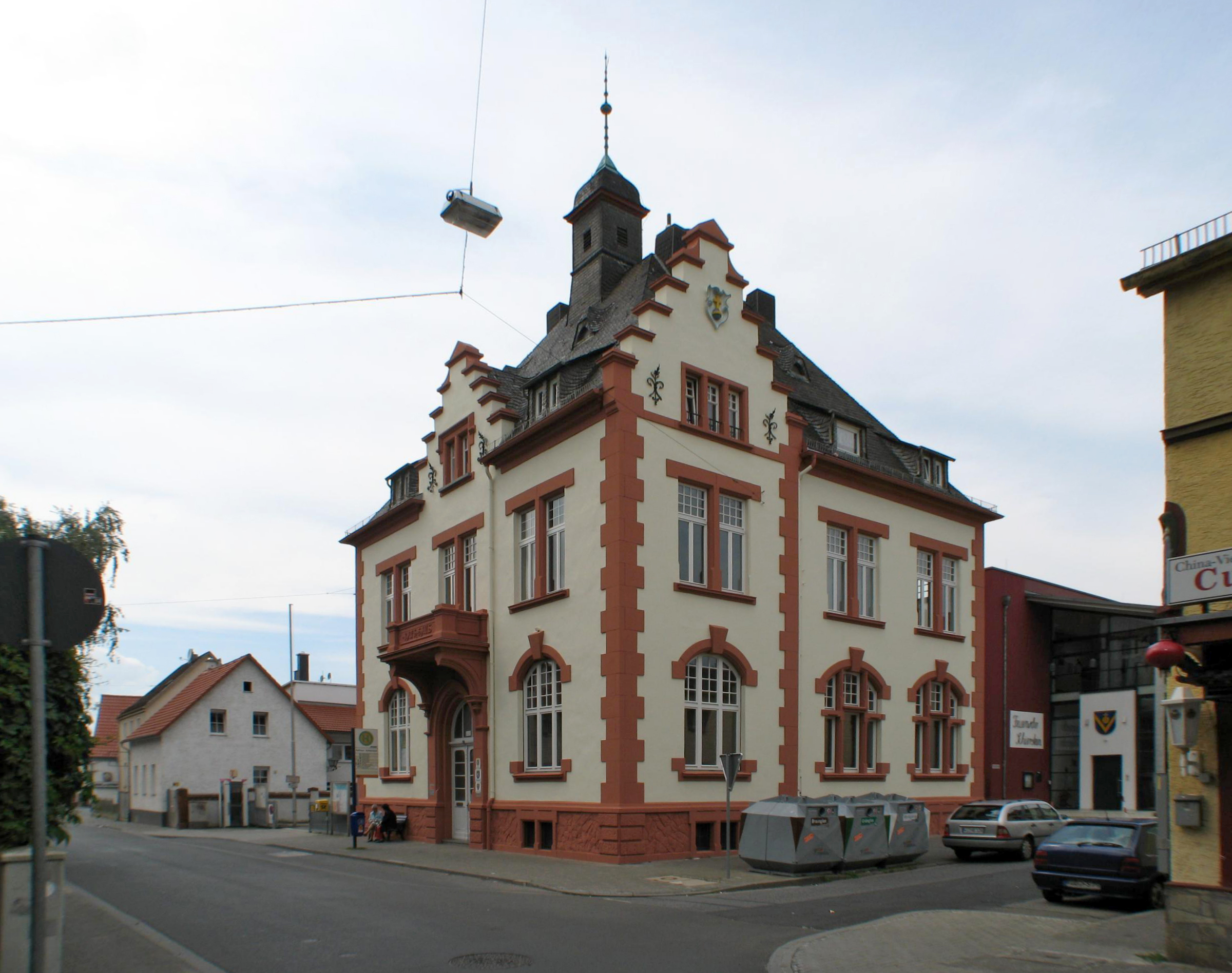
Rathaus Schierstein, Sitz der Ortsverwaltung

### Wahlergebnisse
| Ortsbeiratswahl Schierstein 2021Wahlbeteiligung: 42,7 %3020100 27,0 %26,2 %25,8 %17,5 %3,6 % ZSaCDUSPDGrüneFDPGewinne und Verlusteim Vergleich zu 2016 %p 30 25 20 15 10 5 0 −5−10−15+27,0 %p−6,1 %p−13,9 %p−0,2 %p−6,6 %pZSCDUSPDGrüneFDPAnmerkungen:a Zukunft Schierstein | Sitzverteilung im Ortsbeirat Schierstein 2021Insgesamt 15 Sitze - SPD: 4 - Grüne: 3 - ZS: 4 - CDU: 4 |

Nach den Kommunalwahlen in Wiesbaden ergab sich jeweils folgende Sitzverteilung im Ortsbeirat Wiesbaden-Schierstein (alle Angaben in Prozent, Anzahl Sitze in Klammern):
|      | CDU      | GRÜNE    | SPD      | FDP      | ZUKUNFT SCHIERSTEIN | FW      | Sonstige | Wahlbeteiligung | Sitze gesamt |
| 2021 | 26,2 (4) | 17,5 (3) | 25,8 (4) | 3,6 (–)  | 27,0 (4)            | –       | –        | 42,7            | 15           |
| 2016 | 32,3 (5) | 17,7 (3) | 39,7 (6) | 10,2 (1) | –                   | –       | –        | 44,2            | 15           |
| 2011 | 35,7 (5) | 15,9 (3) | 39,7 (6) | 1,6 (–)  | –                   | 3,5 (1) | 3,6 (–)  | 43,0            | 15           |
| 2006 | 39,5 (5) | 9,5 (1)  | 47,3 (5) | 2,7 (–)  | –                   | –       | 1,0 (–)  | 41,9            | 11           |
| 2001 | 36,4 (4) | 8,0 (1)  | 49,6 (5) | 6,0 (1)  | –                   | –       | –        | 50,4            | 11           |
| 1997 | 35,0 (4) | 10,5 (1) | 50,8 (6) | 3,6 (–)  | –                   | –       | –        | 65,2            | 11           |
| 1993 | 32,5 (3) | 10,0 (1) | 42,3 (5) | 5,5 (1)  | –                   | 9,6 (1) | –        | 68,6            | 11           |
| 1989 | 32,6 (4) | 7,1 (1)  | 55,4 (6) | 5,0 (–)  | –                   | –       | –        | 74,3            | 11           |
| 1985 | 42,0 (6) | 5,0 (1)  | 48,6 (8) | 3,7 (–)  | –                   | –       | 0,6 (–)  | 70,9            | 15           |
| 1981 | 45,9 (7) | –        | 46,0 (7) | 7,3 (1)  | –                   | –       | 0,8 (–)  | 69,1            | 15           |
| 1977 | 46,8 (7) | –        | 47,6 (8) | 5,6 (1)  | –                   | –       | –        | 73,4            | 15           |
| 1972 | 34,3 (5) | –        | 59,2 (9) | 6,5 (1)  | –                   | –       | –        | 77,9            | 15           |

### Ortsvorsteher in Wiesbaden-Schierstein
| - 1946–1948 Jakob Oho (SPD) - 1948–1949 Otto Bergs (SPD) - 1949–1960 Alfred Schumann (SPD) - 1960–1970 Karl Pracht (SPD) - 1971–1972 Hans Römer (SPD) - 1972–1974 Lothar Körner (SPD) - 1975–1981 Norbert Wiese (SPD) - 1981–1985 Karl-Heinz Seibert (CDU) - 1985–2010 Dieter Horschler (SPD) - seit 2010 Urban Egert (SPD) |

## Kultur und Sehenswürdigkeiten

### Musik
In der Christophoruskirche ist mit der Schiersteiner Kantorei ein 1962 gegründeter Konzertchor beheimatet. In der Auferstehungsgemeinde und in St. Peter und Paul sind ebenfalls Chöre angesiedelt. Der 1877 gegründete Männerchor Eintracht wurde 2005 zu einem gemischten Chor erweitert.

### Sport

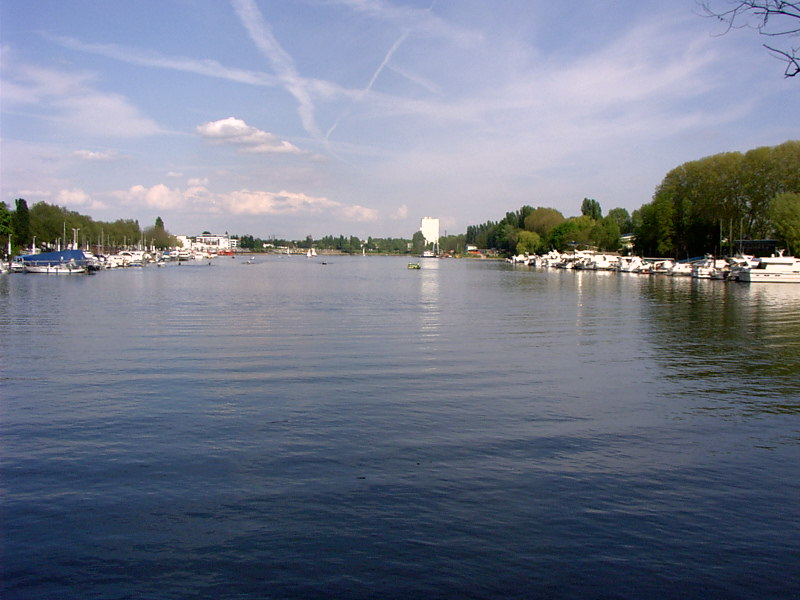
Wassersportfläche Schiersteiner Hafen

Das heute größtenteils als Yachthafen genutzte Hafenbecken ist gleichzeitig eine 1250 m lange Regattastrecke, welche überwiegend von Wassersportlern genutzt wird, die in mehreren örtlichen Wassersport-, Kanu- und Rudervereinen organisiert sind. Zudem hat sich Schierstein zu einem der deutschen Zentren des Drachenboot-Sports entwickelt, die im Hafenbecken trainierenden WVS Rheingauner wurden 2007 Weltmeister. Von August 2007 bis August 2010 fand der Start des Ironman 70.3 Germany, der sich inzwischen zum größten Halb-Ironman der Welt entwickelt hat, im Schiersteiner Hafen statt. Außerdem gibt es die Turngemeinde Schierstein 1848 mit Angeboten wie Handball, Leichtathletik, Tennis und Turnen, weiterhin sind dort mehrere Fußballvereine beheimatet: 1. FSV Schierstein 08, SV Schierstein 1913, SG Schierstein 1979 und FSV Hellas Schierstein 1968.
Zu erwähnen sind noch die Freie Turnerschaft Schierstein 1913 mit Tischtennis und der Wassersportverein Schierstein 1921.

### Regelmäßige Veranstaltungen

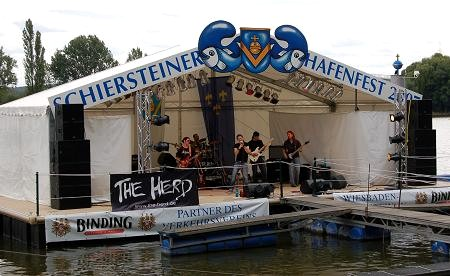
Schwimmende Bühne beim Schiersteiner Hafenfest

1720 wurde ein Jahrmarkt an Schierstein verliehen. Am Hafen findet jedes Jahr im Juli das „Schiersteiner Hafenfest“ mit seinem Drachenbootrennen statt, zu dem 2009 mehr als 200.000 Besucher kamen. Zudem findet seit 2003 im zweijährigen Rhythmus der „Schiersteiner Jugendtag“ statt, der für Jugendliche von der AG Jugend des Ortsbeirats koordiniert wird. Angeboten werden Darbietungen und Mitmachaktionen der örtlichen Vereine, Gruppen und Firmen sowie lokaler Bands. Lediglich im Jahr 2011 ist die Veranstaltung wegen der hessischen Kommunalwahl am 27. März 2011 ausgefallen. Außerdem gab es von 2006 bis 2016 alle zwei Jahre die „Schiersteiner Kulturtage“, die von der Volkshochschule Schierstein in Zusammenarbeit mit Vereinen und Kirchengemeinden veranstaltet wurde.

## Wirtschaft und Infrastruktur

### Verkehr

#### Straßenverkehr
Nördlich der Schiersteiner Ortskerns verläuft parallel zum Rhein die Bundesautobahn 66. Sie geht im Westen von Schierstein in die Bundesstraße 42 über und führt in den Rheingau Richtung Rüdesheim. Nordöstlich von Schierstein befindet sich das Schiersteiner Kreuz, in dem sich die A 66 mit der A 643 schneidet, die nach Süden mit der Schiersteiner Brücke den Rhein überquert und nach Mainz führt.

#### Bahnhof Wiesbaden-Schierstein

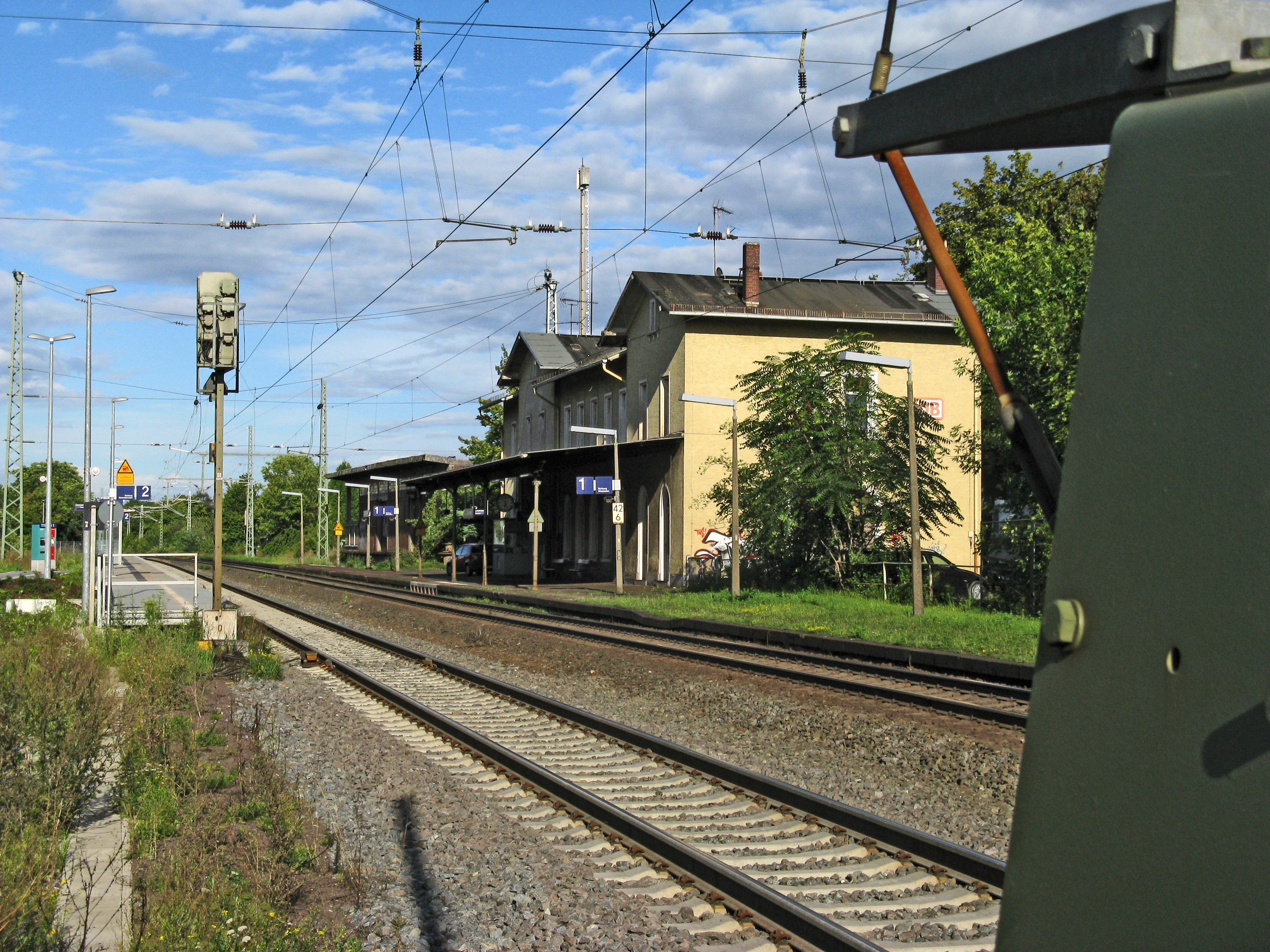
Bahnhof Wiesbaden-Schierstein

Eisenbahntechnisch ist Schierstein mit dem Haltepunkt Wiesbaden-Schierstein⊙ an die rechte Rheinstrecke angeschlossen, die den Wiesbadener Hauptbahnhof mit Niederlahnstein verbindet. Der Bahnhof hieß zunächst „Schierstein“ und ab dem 1. März 1927 „Wiesbaden-Schierstein“. Vom ehemaligen Bahnhof mit fünf Gleisen dienten zwei dem Personenverkehr, wobei das zweite über einen vom Hausbahnsteig abgehenden niveaugleichen Übergang erreicht wurde. Das traufständige Empfangsgebäude mit zwei übergiebelten Seitenrisaliten umfasste ursprünglich einen Warteraum mit Fahrkartenschalter sowie Wohnräume im Obergeschoss. Zudem befand sich hier ein Drucktastenstellwerk der Firma Siemens. Neben dem Empfangsgebäude stand für den Stückgutverkehr ein Güterschuppen zur Verfügung. Östlich des Bahnhofs zweigten Industriegleise ab zur Alten Schmelze, zum Industriegebiet an der Hagenauer Straße sowie zum Raiffeisen-Werk und der Knochenmühle am Schiersteiner Hafen.
Nach mehreren Rückbaumaßnahmen, zuletzt im Oktober 2014, sind nur noch zwei Gleise an Außenbahnsteigen vorhanden. Die Doppelblockstelle mit einfachem Gleiswechsel, die zur Sicherung des nahen Bahnübergangs der Freudenbergstraße diente, wurde stillgelegt, da unter anderem der Umbau zu einer automatischen Bahnübergangssicherung mit Gefahrenraum-Freimeldeanlage umgesetzt wurde. Der Umbau des Bahnübergangs zu einer höhenfreien Querung wird wegen der teils langen Wartezeiten von Schiersteiner Politikern bereits länger gefordert. Das ehemalige Bahnhofsgebäude wurde 2014 verkauft, das Erdgeschoss mit dem ehemaligen Wartesaal wird inzwischen von einem Malerbetrieb genutzt.

#### Nahverkehr

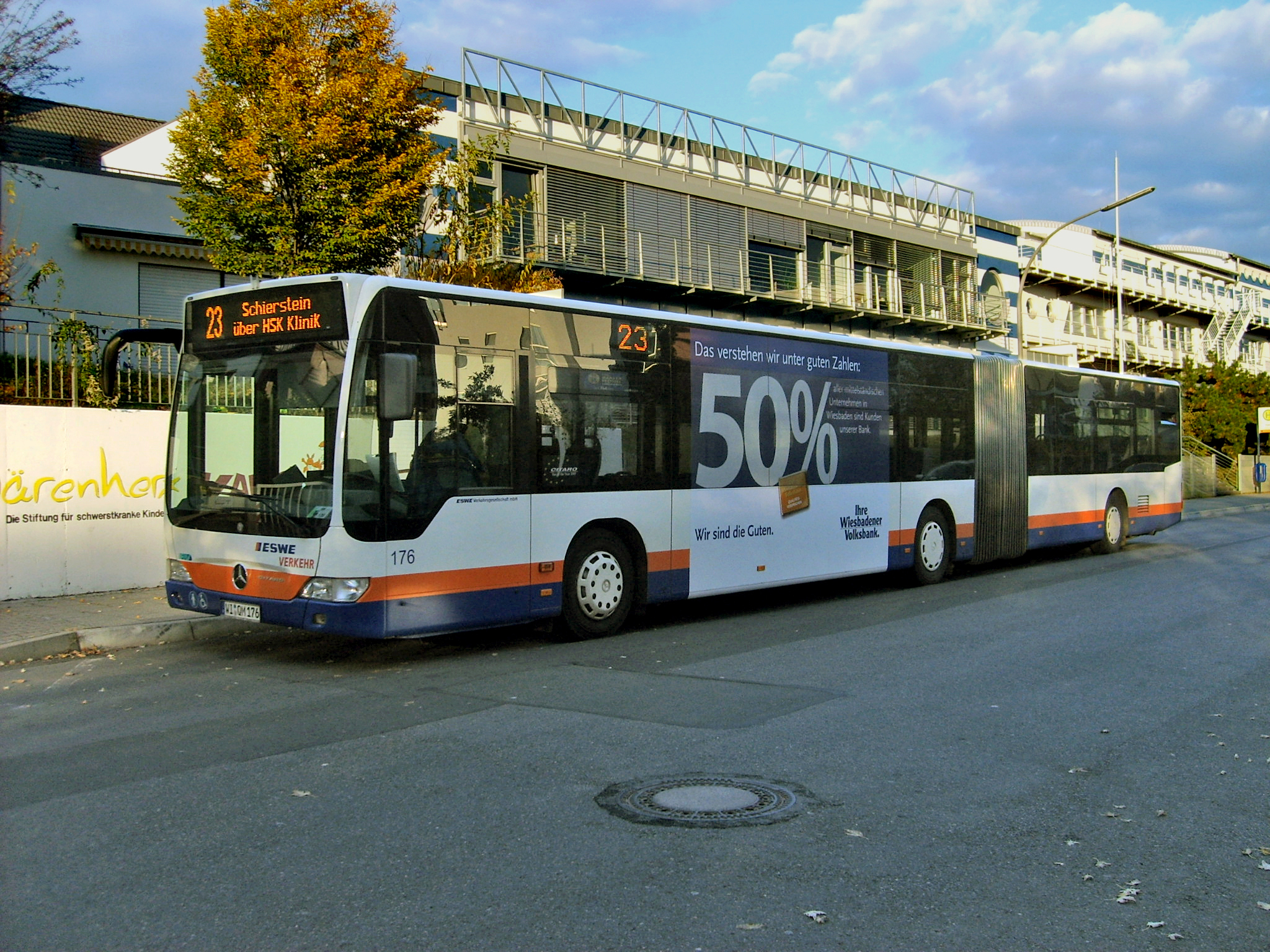
Bus der ESWE am Schiersteiner Hafen

Schierstein ist in das Tarifsystem des Rhein-Main-Verkehrsverbunds eingebunden. Am Bahnhof verkehren die Regionalbahnen der Linie 9 und 10 der VIAS. Die Linie 10 („RheingauLinie“) fährt über Rüdesheim und Koblenz nach Neuwied und über den Wiesbadener Hauptbahnhof nach Frankfurt am Main, während die Linie 9 („RheingauExpress“) auf der gleichen Strecke von Eltville nach Frankfurt am Main unter Auslassung des Wiesbadener Hauptbahnhofs verkehrt.
| Linie | Verlauf | Takt                                                                   |
| ----- | --- | ---------------------------------------------------------------------- |
| RE 9  | RheingauExpress: Eltville – Niederwalluf – Wiesbaden-Schierstein – Wiesbaden-Biebrich – Mainz-Kastel – Frankfurt-Höchst – Frankfurt (Main) Hbf Stand: Fahrplanwechsel Dezember 2023 | 60 min (nur zur HVZ)                                                   |
| RB 10 | RheingauLinie: Frankfurt (Main) Hbf – Frankfurt-Höchst – Mainz-Kastel – Wiesbaden Hbf – Wiesbaden-Biebrich – Wiesbaden-Schierstein – Niederwalluf – Eltville – Erbach (Rheingau) – Hattenheim – Oestrich-Winkel – Geisenheim – Rüdesheim (Rhein) – Assmannshausen – Lorch (Rhein) – Lorchhausen – Kaub – St. Goarshausen – Kestert – Kamp-Bornhofen – Filsen – Osterspai – Braubach – Oberlahnstein – Niederlahnstein – Koblenz Hbf – Koblenz Stadtmitte – Neuwied Stand: Fahrplanwechsel Dezember 2023 | 60 min 30 min (Frankf.–Assmannshausen) 30 min (Frankf.–KO Hbf zur HVZ) |

Bis April 1955 endete in Schierstein die Linie 9 der Wiesbadener Straßenbahnen, die zum Mainzer Hauptbahnhof fuhr. Heute ist es über mehrere Buslinien der ESWE Verkehrsgesellschaft und des Omnibusverkehr Rhein-Nahe (ORN) an die Wiesbadener Innenstadt sowie Biebrich und Dotzheim angeschlossen. In der Gegenrichtung sind Rheingau und Taunus das Ziel der ORN-Busse. Auch die ESWE-Linie 5 verkehrt einmal stündlich über Schierstein hinaus bis Rauenthal und zurück. Die Mainzer Verkehrsgesellschaft und ESWE Verkehr betreiben die Gemeinschaftslinien 9 nach Mainz-Bretzenheim und 45 über Mainz-Mombach zum Hauptbahnhof Mainz. In den Planungen für die Stadtbahn Wiesbaden war eine Anbindung Schiersteins im Gespräch.
Die durch den Neubau der Schiersteiner Brücke bedingte Sperrung der Mombacher Abfahrt sorgte dafür, dass die Linie 45 nur noch die Strecke vom Raiffeisenplatz bis zur Haltestelle Friedrich-Bergius-Straße bedient. Obwohl ein Linienverkehr über die Schiersteiner Brücke seit Dezember 2020 wieder möglich ist, wurde der verkürzte Linienweg beibehalten. Für die ursprüngliche Streckenführung über die Schiersteiner Brücke setzt sich der Ortsbeirat bereits seit der Öffnung der Mombacher Abfahrt ein, bis zum neuerlichen Fahrplanwechsel im Jahr 2022 sind diese Bemühungen jedoch ohne Erfolg geblieben.

#### Radverkehr
Schierstein verfügt über kein ausgewiesenes Radwegenetz, Verbindungen zu den Nachbarorten sind jedoch ausgeschildert. Es liegt am Hessischen Radfernweg R3 zwischen Niederwalluf und Biebrich. Zudem wurde entlang der Söhnleinstraße in den Jahren 2016/17 zwischen Walluf und Schierstein ein zweiter, asphaltierter Radweg/Gehweg gebaut. Über den Fahrradweg auf der Schiersteiner Brücke kann Mainz im Stadtteil Mombach und dort der Rheinradweg (D-Route 8) sowie die Rheinland-Pfalz-Radroute erreicht werden.

### Wirtschaft

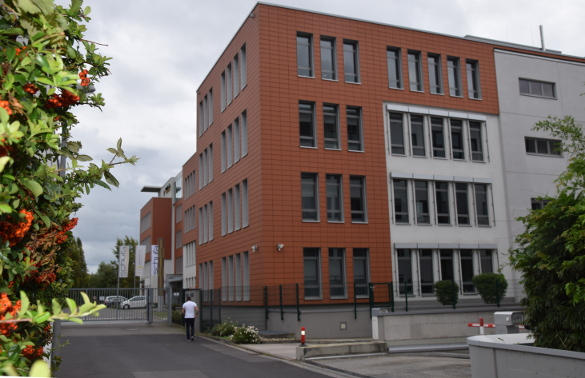
Sitz der Schufa

Die Gemarkung zeichnet sich durch fruchtbare Böden aus, so dass Weinbau und Landwirtschaft von jeher die entscheidenden Wirtschaftsformen waren. Heute werden 35 Hektar in der Weinlage Schiersteiner Hölle (2009 mit dem Schiersteiner Dachsberg zusammengelegt) bewirtschaftet, in der Weißweine (Riesling, Müller-Thurgau, Weißburgunder, Grauer Burgunder, Chardonnay, Silvaner) und Rotweine (Spätburgunder, Dornfelder, St. Laurent, Merlot) angebaut werden.
In der Stielstraße befinden sich die Glyco Metall-Werke (Gleitlager und Buchsen) von Federal-Mogul sowie die Ferrari Central / East Europe GmbH. Am Hafen befindet sich der Sitz der Schufa Holding sowie die A. + E. Fischer-Chemie. In der Nachbarschaft steht die zu Dow Chemical gehörende Unternehmenszentrale der Dow Deutschland. Im Rheingaupalais an der Söhnleinstraße befindet sich die Zentrale des Carbon-Herstellers SGL Carbon SE.

### Bildung

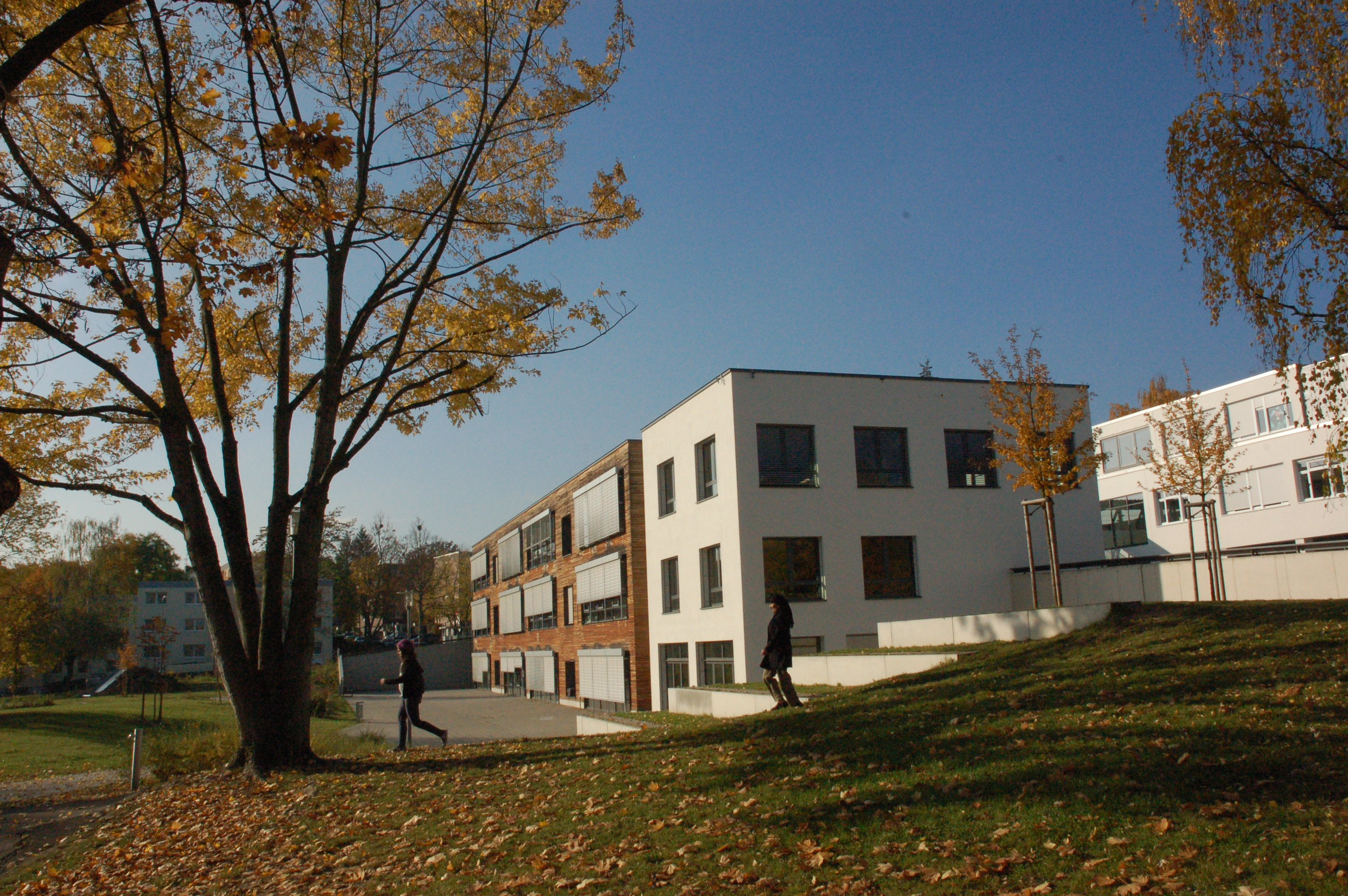
Joseph-von-Eichendorff-Schule

In Schierstein befinden sich mit der 1963 als Volksschule am Freudenberg eingeweihten Joseph-von-Eichendorff-Schule in Schierstein-Nord und der Hafenschule im Ortskern zwei Grundschulen. Die Erich-Kästner-Schule ist eine Haupt- und Realschule, die am 14. Oktober 1970 eingeweiht wurde. Die Volkshochschule Schierstein versteht sich als Volkshochschule vor Ort und bietet Kurse für die Bevölkerung an.

### Militär

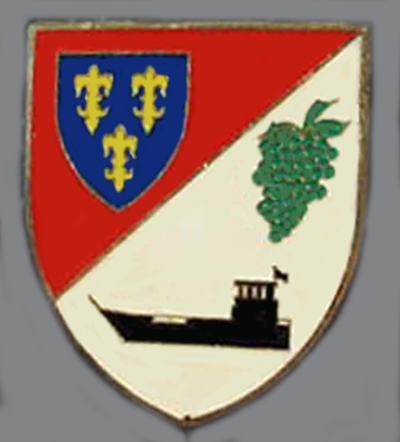
Wappen der Flusspionierkompanie 851

In den 1920er Jahren waren in Schierstein erstmals französische und britische Truppen stationiert. Später wurde das Hauptquartier des Reichsarbeitsdienstes dort eingerichtet, im Zweiten Weltkrieg diente die Kaserne am Hafen als medizinisches Versorgungsdepot. Nach dem Zweiten Weltkrieg wurde das Kommando und die „Unit Sugar“ der Rhine River Patrol, einer Einheit der United States Naval Forces Germany, in Schierstein eingerichtet. 1956 wurde die Kaserne an die Flusspionierkompanie 851 der Bundeswehr übergeben. Bis 1987 waren insgesamt 280 Mann in Schierstein stationiert. Heute befinden sich am ehemaligen Standort der Kaserne Wohnhäuser sowie das Jan-Niemöller-Haus, ein Seniorenheim des EVIM.